# Diccionario panhispánico de dudas
El Diccionario panhispánico de dudas (abreviado a veces por sus siglas DPD) es una obra elaborada por la Real Academia Española y la Asociación de Academias de la Lengua Española con el propósito de resolver las dudas relacionadas con el uso del idioma español en toda la comunidad hispanohablante. Al igual que el Diccionario de la lengua española de la Real Academia Española, la Gramática de la lengua española y la Ortografía de la lengua española, tiene carácter, más que propiamente prescriptivo, normativo en el sentido que explica el mismo diccionario.
La iniciativa partió como respuesta a las 50 000 preguntas anuales, unas 300 diarias, que llegaban a las distintas Academias de la Lengua sobre el uso correcto del idioma.
La primera edición se publicó en 2005 y en 2023 se publicó la segunda edición, adaptada a la Nueva gramática de la lengua española (2009) y a las normas de la nueva edición de la Ortografía de la lengua española (2010), en formato electrónico, con nuevas entradas y modificaciones a entradas ya existentes. En 2025 se publicó la versión en papel de esta segunda edición.
Se compone de:
- El diccionario propiamente dicho.
- Un conjunto de cinco modelos de apéndices sobre conjugación verbal, abreviaturas, símbolos alfabetizables, símbolos o signos no alfabetizables y gentilicios.
- Un glosario de términos lingüísticos.
- Una nómina de fuentes citadas.

Martínez de Sousa ha discutido distintos aspectos de la obra, tanto en lo que respecta a las soluciones adoptadas como sobre su carácter normativo (por describir a menudo distintas variantes, sin proponer reglas o soluciones) y en las contradicciones que contiene, tanto internas como con otras obras de intención normativa publicadas también por la Real Academia Española, como la Ortografía y el Diccionario. También se ha criticado que no cite ninguna fuente, de entre las muchas que han sido tenidas en cuenta en la obra, sobre los temas que trata.